# 2005 au cinéma
| Années du cinéma : 2002 - 2003 - 2004 - 2005 - 2006 - 2007 - 2008    |
| Décennies du cinéma : 1970 - 1980 - 1990 - 2000 - 2010 - 2020 - 2030 |

Cet article présente les faits marquants de l'année 2005 au cinéma.

## Événements
- 1er janvier : dissolution de UGC Fox Distribution, Groupement européen d'intérêt économique entre UGC et 20th Century Fox.
- 4 janvier : France et États-Unis publient leurs chiffres de fréquentation pour l'année 2004. Plus de 196 millions d'entrées et une hausse de 12 % par rapport à 2003 dans l'Hexagone ; en revanche, les salles américaines ont enregistré 1,5 milliard d'entrées, soit une baisse de 1,2 %. C'est la deuxième année consécutive de baisse pour les salles obscures américaines.
- 26 février : fermeture avant déménagement de la Cinémathèque française du palais de Chaillot à Paris. Cette antenne de la Cinémathèque d'Henri Langlois avait ouvert ses portes en 1963. Réouverture dans sept mois à Bercy dans un complexe comprenant un musée et quatre salles, notamment.
- 26 février : 30e cérémonie des César du cinéma.
- 27 février : 77e cérémonie des Oscars du cinéma.
- La saison d'été, traditionnellement la plus élevée de l'année aux États-Unis, y enregistre ses plus mauvais résultats depuis 20 ans.
- 28 septembre : réouverture de la Cinémathèque française dans ses nouveaux locaux parisiens du quartier de Bercy.
- 16 décembre : l'Union des producteurs de films a réélu Alain Terzian à sa présidence.
- 20 décembre : signature sous la houlette du ministère de la culture, d'un accord entre les fournisseurs d'accès à Internet et le milieu du cinéma sur la place de la vidéo à la demande dans la chronologie des médias. Ainsi les films cinématographiques pourront être disponibles sur les plates-formes de vidéo à la demande, 33 semaines après leur sortie en salle. Cet accord intervient après plus d'un an de dures négociations entre les télédiffuseurs, producteurs, distributeurs, éditeurs… chacun défendant sa place dans la chronologie.

## Festivals

### Cannes
- Le 58e Festival de Cannes se tient du 11 au 22 mai.

### Autres festivals
- 6 au 16 janvier : 11e Semaine du cinéma britannique d'Abbeville
- 20 au 30 janvier. Sundance Film Festival.
- 16 au 30 janvier. 12e Fantastic'Arts de Gerardmer.
- 4 au 14 février  :22e Festival International du Premier Film d'Annonay
- 10 au 20 février. 55e Festival international du film de Berlin.
- 26 février au 5 mars. 19e Fespaco (Festival panafricain du cinéma et de la télévision de Ouagadougou).
- 6 au 13 mars. 19e Festival international de films de Fribourg (FIFF)
- 9 au 13 mars. 7e Festival du film asiatique de Deauville.
- 11 au 20 mars. 27e Festival international de films de femmes de Créteil.
- 7 au 10 avril. 23e Festival du film policier de Cognac.
- 6 au 11 juin. 29e Festival international du film d'animation d'Annecy.
- du 27 juin au 3 juillet : 5e Festival international du film fantastique de Neuchâtel
- 29 juin au 12 juillet. Festival Paris Cinéma
- 31 août au 10 septembre. 62e Mostra de Venise.
- 2 au 11 septembre. 31e Festival du cinéma américain de Deauville.
- 3 au 8 octobre. 6e Festival international du film d'Aubagne - Music & Cinema[1].
- 13 au 16 octobre. 8e Festival ciné32 d'Auch.
- 10 au 20 novembre. 25e Festival international du film d'Amiens.
- du 23 novembre au 27 novembre : 13e Festival du cinéma russe à Honfleur : Grand prix : L'Italien (Итальянец), 2005, d'Andreï Kravtchouk

## Récompenses

### Oscars
- La 77e cérémonie des Oscars se déroule le 27 février. La soirée est animée par Chris Rock.

### Césars
- La 30e cérémonie des Césars se déroule le 26 février. La soirée est animée par Gad Elmaleh.

### Italie

#### Prix David di Donatello
- Meilleur film : Les Conséquences de l'amour (Le conseguenze dell'amore) de Paolo Sorrentino

#### Ruban d'argent
- Meilleur film : Le chiavi di casa de Gianni Amelio

### Canada

#### Prix Jutra
- Meilleur film québécois Mémoires affectives de Francis Leclerc
- Meilleur réalisateur Francis Leclerc pour Mémoires affectives
- Meilleure actrice Pascale Bussières dans Ma vie en cinémascope
- Meilleur acteur Roy Dupuis dans Mémoires affectives
- Billet d'or (film le plus populaire): Camping sauvage de Guy A. Lepage

### Autres récompenses
- 16 janvier : Golden Globes : le film Aviator de Martin Scorsese reçoit trois récompenses dont celle du meilleur film dramatique et celui de meilleur acteur dramatique pour Leonardo DiCaprio. Le meilleur film étranger est Mar adentro (Espagne) d'Alejandro Amenábar.
- 30 janvier : Espagne : Mar adentro d'Alejandro Amenábar triomphe en remportant 14 Goyas !
- 5 mars : Burkina Faso : Zola Maseko (Afrique du Sud) reçoit l'Étalon de Yennenga pour son film Drum lors du Festival panafricain du cinéma et de la télévision de Ouagadougou.
- 13 mars : Empire Award de la meilleure actrice : Julie Delpy, pour le rôle de Céline dans Before Sunset.
- 10 septembre : Lion d'or de la mostra de Venise à Brokeback Mountain d'Ang Lee.
- 16 décembre : le 63e prix Louis-Delluc décerné à Les Amants réguliers de Philippe Garrel.
- Création du prix Jacques-Deray du film policier français, dont le premier est décerné à 36 Quai des Orfèvres.
- Prix Romy-Schneider décerné à Cécile de France.

## Box-Office

### France
Article détaillé : Box-office France 2005
| Class.                     | Titre                                                                  | Pays                                | Réalisateur    | Box-Office France | Semaines     |
| -------------------------- | ---------------------------------------------------------------------- | ----------------------------------- | -------------- | ----------------- | ------------ |
| 1.                         | Harry Potter et la Coupe de feu                                        | Royaume-Uni · États-Unis            | Mike Newell    | 7 699 551 entrées | 17 sem (fin) |
| 2.                         | Star Wars : Episode III - La Revanche des Sith                         | États-Unis                          | George Lucas   | 7 247 809 entrées | 18 sem (fin) |
| 3.                         | Le Monde de Narnia : Le Lion, la Sorcière blanche et l'Armoire magique | Royaume-Uni · États-Unis            | Andrew Adamson | 5 262 124 entrées | 30 sem (fin) |
| 4.                         | Brice de Nice                                                          | France                              | James Huth     | 4 421 974 entrées | 20 sem (fin) |
| 5.                         | Charlie et la Chocolaterie                                             | États-Unis · Drapeau du Royaume-Uni | Tim Burton     | 4 318 491 entrées | 22 sem (fin) |
| Source : cbo-boxoffice.com |                                                                        |                                     |                |                   |              |

### É.-U.-Canada
| Class.                                                    | Titre                                                                  | Pays                          | Réalisateur               | Box-Office Us | Date de sortie       |
| --------------------------------------------------------- | ---------------------------------------------------------------------- | ----------------------------- | ------------------------- | ------------- | -------------------- |
| 1.                                                        | Star Wars : Episode III - La Revanche des Sith                         | États-Unis                    | George Lucas              | 380.270.577 $ | 19/05/05 au 20/10/05 |
| 2.                                                        | Le Monde de Narnia : Le Lion, la Sorcière blanche et l'Armoire magique | Royaume-Uni · États-Unis      | Andrew Adamson            | 291.710.957 $ | 9/12/05 au 11/05/06  |
| 3.                                                        | Harry Potter et la Coupe de feu                                        | Royaume-Uni · États-Unis      | Mike Newell               | 290.013.036 $ | 18/11/05 au 06/04/06 |
| 4.                                                        | La Guerre des mondes                                                   | États-Unis                    | Steven Spielberg          | 234.280.354 $ | 29/6/05 au 22/11/05  |
| 5.                                                        | King Kong                                                              | États-Unis · Nouvelle-Zélande | Peter Jackson             | 218.080.025 $ | 14/12/05 au 06/04/06 |
| 6.                                                        | Serial noceurs                                                         | États-Unis                    | David Dobkin              | 209.255.921 $ | 15/07/05 au 31/12/05 |
| 7.                                                        | Charlie et la Chocolaterie                                             | États-Unis                    | Tim Burton                | 206.459.076 $ | 15/07/05 au 08/12/05 |
| 8.                                                        | Batman Begins                                                          | États-Unis                    | Christopher Nolan         | 205.343.774 $ | 15/06/05 au 30/10/05 |
| 9.                                                        | Madagascar                                                             | États-Unis                    | Eric Darnell, Tom McGrath | 193.595.521 $ | 27/05/05 au 13/10/05 |
| 10.                                                       | Mr. et Mrs. Smith                                                      | États-Unis                    | Doug Liman                | 186.336.279 $ | 10/06/05 au 15/12/05 |
| 11.                                                       | Hitch                                                                  | États-Unis                    | Andy Tennant              | 179.495.555 $ | 11/02/05 au 21/07/05 |
| 12.                                                       | Mi-temps au mitard                                                     | États-Unis                    | Peter Segal               | 158.119.460 $ | 27/05/05 au 06/10/05 |
| 13.                                                       | Les 4 Fantastiques                                                     | États-Unis                    | Tim Story                 | 154.696.080 $ | 08/07/05 au 29/12/05 |
| 14.                                                       | Chicken Little                                                         | États-Unis                    | Mark Dindal               | 135.386.665 $ | 04/11/05 au 13/04/06 |
| Box-Office Us 2005 - Films supérieurs à 100 millions de $ |                                                                        |                               |                           |               |                      |
| Source : boxofficemojo.com                                |                                                                        |                               |                           |               |                      |

## Principales sorties en salles en France

### Premier trimestre
| Sortie à Paris | Titre                               | Pays                                | Réalisateur                      | Distribution |
| -------------- | ----------------------------------- | ----------------------------------- | -------------------------------- | --- |
| 5 jan          | Tu vas rire, mais je te quitte      | France                              | Philippe Harel                   | Judith Godrèche, Sagamore Stévenin, Coralie Revel, Wladimir Yordanoff                                                            |
| 5 jan          | La Chute                            | Allemagne                           | Oliver Hirschbiegel              | Bruno Ganz, Alexandra Maria Lara, Corinna Harfouch                                                                               |
| 5 jan          | Alexandre                           | Drapeau de la France · France       | Oliver Stone                     | Colin Farrell, Angelina Jolie, Val Kilmer, Anthony Hopkins, Jared Leto                                                           |
| 5 jan          | À corps perdus                      | Italie                              | Sergio Castellitto               | Penélope Cruz, Claudia Gerini, Sergio Castellitto                                                                                |
| 5 jan          | Le plus beau jour de ma vie         | France                              | Julie Lipinski                   | Hélène de Fougerolles, Jonathan Zaccaï, Alexandre Brasseur, François Berléand                                                    |
| 12 jan         | L'un reste, l'autre part            | France                              | Claude Berri                     | Daniel Auteuil, Charlotte Gainsbourg, Nathalie Baye, Miou-Miou                                                                   |
| 12 jan         | Melinda et Melinda                  | États-Unis                          | Woody Allen                      | Radha Mitchell, Chloé Sévigny, Amanda Peet, Will Ferrell                                                                         |
| 12 jan         | Le Château ambulant                 | Japon                               | Hayao Miyazaki                   | film d'animation |
| 12 jan         | Le Fantôme de l'Opéra               | Drapeau du Royaume-Uni · États-Unis | Joel Schumacher                  | Gerard Butler, Emmy Rossum, Patrick Wilson, Minnie Driver                                                                        |
| 19 jan         | Mon Ange                            | France                              | Serge Frydman                    | Vanessa Paradis, Vincent Rottiers, Claude Perron, Eduardo Noriega                                                                |
| 19 jan         | Nèg maron                           | France                              | Flamand Bamy                     | Admiral T, D.Daly, Stomy Bugsy                                                                                                   |
| 19 jan         | Entre adultes consentants           | États-Unis                          | Mike Nichols                     | Julia Roberts, Natalie Portman                                                                                                   |
| 19 jan         | The Machinist                       | États-Unis                          | Brad Anderson                    | Christian Bale, Jennifer Jason Leigh                                                                                             |
| 26 jan         | Aviator                             | États-Unis                          | Martin Scorsese                  | Leonardo DiCaprio, Kate Beckinsale, Alec Baldwin, Julie Law                                                                      |
| 26 jan         | La Marche de l'empereur             | France                              | Luc Jacquet                      | film documentaire animalier avec les voix de Romane Bohringer, Charles Berling et Jules Sitruk                                   |
| 26 jan         | Lila dit ça                         | France                              | Ziad Doueiri                     | Vahina Giocante, Mohammed Khouas                                                                                                 |
| 26 jan         | Lolita malgré moi                   | États-Unis                          | Mark Waters                      | Lindsay Lohan, Rachel McAdams, Amanda Seyfried, Tina Fey                                                                         |
| 2 fév          | Espace détente                      | France                              | Bruno Solo et Yvan Le Bolloc'h   | Bruno Solo, Yvan Le Bolloc'h, Thierry Frémont, Shirley Bousquet                                                                  |
| 2 fév          | Mar adentro                         | Espagne                             | Alejandro Amenabar               | Javier Bardem, Belem Rueda, Lola Dueñas                                                                                          |
| 2 fév          | Jour et nuit                        | Chine                               | Wang Chao                        | Liu Lei, Wang Lan, Xiao Ming |
| 2 fév          | Danny the Dog                       | France                              | Louis Leterrier                  | Jet Li, Morgan Freeman |
| 2 fév          | L'Ex-femme de ma vie                | France                              | Josiane Balasko                  | Karin Viard, Thierry Lhermitte, Josiane Balasko, Nadia Farès                                                                     |
| 2 fév          | Pollux, le manège enchanté          | France · Royaume-Uni                | Jean Duval                       | film d'animation avec les voix de Henri Salvador, Valérie Lemercier, Gérard Jugnot Eddy Mitchell, Vanessa Paradis et Elie Semoun |
| 2 fév          | La Voix des morts                   | États-Unis                          | Geoffrey Sax                     | Michael Keaton, Deborah Kara Unger, Chandra West                                                                                 |
| 9 fév          | Iznogoud                            | France                              | Patrick Braoudé                  | Michaël Youn, Jacques Villeret, Franck Dubosc, Elsa Pataky                                                                       |
| 9 fév          | Sideways                            | États-Unis                          | Alexander Payne                  | Paul Giamatti, Thomas Haden Church, Virginia Madsen                                                                              |
| 16 fév         | Le Promeneur du Champ-de-Mars       | France                              | Robert Guédiguian                | Michel Bouquet, Jalil Lespert |
| 16 fév         | Mon beau-père, mes parents et moi   | États-Unis                          | Jay Roach                        | Robert De Niro, Dustin Hoffman, Ben Stiller, Barbra Streisand                                                                    |
| 16 fév         | Constantine                         | États-Unis                          | Francis Lawrence                 | Keanu Reeves, Rachel Weisz, Shia LaBeouf                                                                                         |
| 16 fév         | Chok Dee                            | France                              | Xavier Durringer                 | Dida Diafat, Bernard Giraudeau, Florence Vanida Favre                                                                            |
| 16 fév         | Le Fil de la vie                    | Danemark                            | Anders Ronnow-Klarlund           | film d'animation |
| 23 fév         | Je préfère qu'on reste amis...      | France                              | Éric Toledano et Olivier Nakache | Gérard Depardieu, Jean-Paul Rouve, Tilly Mandelbrot                                                                              |
| 23 fév         | Trouble Jeu                         | États-Unis                          | John Polson                      | Robert De Niro, Famke Janssen, Dakota Fanning                                                                                    |
| 23 fév         | Neverland                           | États-Unis                          | Marc Forster                     | Johnny Depp, Kate Winslet, Radha Mitchell                                                                                        |
| 23 fév         | Ray                                 | États-Unis                          | Taylor Hackford                  | Jamie Foxx, Kerry Washington, Regina King                                                                                        |
| 23 fév         | Ze Film                             | France                              | Guy Jacques                      | Clément Sibony, Dan Herzberg, Loránt Deutsch                                                                                     |
| 23 fév         | La Petite Chartreuse                | France                              | Jean-Pierre Denis                | Olivier Gourmet, Marie-Josée Croze, Bertille Noël-Bruneau, Yves Jacques                                                          |
| 23 fév         | Final Cut                           | États-Unis                          | Omar Naim                        | Robin Williams, Mira Sorvino, Jim Caviezel                                                                                       |
| 2 mars         | Le Couperet                         | France                              | Costa-Gavras                     | José Garcia, Karin Viard, Ulrich Tukur                                                                                           |
| 2 mars         | Le Fils de Chucky                   | États-Unis                          | Don Mancini                      | Jennifer Tilly, Redman Hannah Spearitt, John Waters                                                                              |
| 2 mars         | Assaut sur le central 13            | États-Unis                          | Jean-François Richet             | Ethan Hawke, Laurence Fishburne, John Leguizamo                                                                                  |
| 2 mars         | Stage Beauty                        | Drapeau du Royaume-Uni · États-Unis | Richard Eyre                     | Billy Crudup, Claire Danes, Rupert Everett                                                                                       |
| 2 mars         | Les gens honnêtes vivent en France  | France                              | Bob Decout                       | Victoria Abril, Bruno Putzulu, Hélène de Fougerolles                                                                             |
| 2 mars         | Spanglish                           | États-Unis                          | James L. Brooks                  | Adam Sandler, Téa Leoni, Paz Vega                                                                                                |
| 9 mars         | La Vie aquatique                    | États-Unis                          | Wes Anderson                     | Bill Murray, Cate Blanchett, Anjelica Huston                                                                                     |
| 9 mars         | Trouble                             | France · Belgique                   | Harry Cleven                     | Benoît Magimel, Natacha Régnier, Olivier Gourmet                                                                                 |
| 9 mars         | Le Souffleur                        | France                              | Guillaume Pixie                  | Frédéric Diefenthal, Linda Hardy, Élodie Navarre                                                                                 |
| 9 mars         | Team America                        | États-Unis                          | Trey Parker                      | film d'animation |
| 9 mars         | Elektra                             | États-Unis                          | Rob Bowman                       | Jennifer Garner, Terence Stamp, Goran Visnjic                                                                                    |
| 9 mars         | Boudu                               | France                              | Gérard Jugnot                    | Gérard Depardieu, Catherine Frot, Gérard Jugnot                                                                                  |
| 9 mars         | Moolaadé                            | Sénégal                             | Ousmane Sembène                  | Fatoumata Coulibaly, Maïmouna Hélène Diarra, Salimata Traoré, Aminata Dao, Dominique Zeida T., Mah Compaore                      |
| 16 mars        | Hitch, expert en séduction          | États-Unis                          | Andy Tennant                     | Will Smith, Eva Mendes, Kevin James, Amber Valletta                                                                              |
| 16 mars        | De battre mon cœur s'est arrêté     | France                              | Jacques Audiard                  | Romain Duris, Niels Arestrup, Emmanuelle Devos                                                                                   |
| 16 mars        | Tout pour plaire                    | France                              | Cécile Telerman                  | Mathilde Seigner, Judith Godrèche, Anne Parillaud                                                                                |
| 16 mars        | Capitaine Sky et le monde de demain | États-Unis                          | Kerry Conran                     | Jude Law, Gwyneth Paltrow, Giovanni Ribisi, Angelina Jolie                                                                       |
| 16 mars        | Before Sunset                       | États-Unis                          | Richard Linklater                | Julie Delpy, Ethan Hawke |
| 23 mars        | Million Dollar Baby                 | États-Unis                          | Clint Eastwood                   | Clint Eastwood, Hilary Swank, Morgan Freeman                                                                                     |
| 23 mars        | Omagh                               | Royaume-Uni · Irlande               | Pete Travis                      | Stuart Graham (en), Peter Balance, Gerard McSorley                                                                               |
| 23 mars        | Les Mots bleus                      | France                              | Alain Corneau                    | Sylvie Testud, Sergi López, Camille Gauthier                                                                                     |
| 23 mars        | Be Cool                             | États-Unis                          | Gary Gray                        | John Travolta, Uma Thurman, Vince Vaughn, Danny DeVito                                                                           |
| 30 mars        | L'Antidote                          | France                              | Vincent de Brus                  | Christian Clavier, Jacques Villeret, Agnès Soral                                                                                 |
| 30 mars        | Hotel Rwanda                        | France · Italie · Afrique du Sud    | Terry George                     | Don Cheadle, Sophie Okonedo, Joaquin Phoenix, Nick Nolte                                                                         |
| 30 mars        | Vaillant : Pigeon de combat !       | États-Unis                          | Gary Chapman                     | film d'animation |
| 30 mars        | Le Cercle 2                         | États-Unis                          | Hideo Nakata                     | Naomi Watts, Simon Baker, David Dorfman, Elizabeth Perkins                                                                       |
| 30 mars        | Crustacés et Coquillages            | France                              | Olivier Ducastel                 | Valeria Bruni-Tedeschi, Gilbert Melki, Jean-Marc Barr                                                                            |
| 30 mars        | Va, vis et deviens                  | France · Israël                     | Radu Mihaileanu                  | Yaël Abecassis, Roschdy Zem, Moshe Agazai, Moshe Abede                                                                           |

### Deuxième trimestre
| Sortie à Paris | Titre                                          | Pays                                | Réalisateur                                         | Distribution |
| -------------- | ---------------------------------------------- | ----------------------------------- | --------------------------------------------------- | --- |
| 6 avr.         | Brice de Nice                                  | France                              | James Huth                                          | Jean Dujardin, Élodie Bouchez, Clovis Cornillac, Élodie Bouchez, Bruno Salomone, Alexandra Lamy                                                    |
| 6 avr.         | Robots                                         | États-Unis                          | Chris Wedge                                         | film d'animation |
| 6 avr.         | Les Enfants                                    | France                              | Christian Vincent                                   | Karin Viard, Gérard Lanvin, Brieuc Quiniou, Nicolas Jouxtel                                                                                        |
| 6 avr.         | Dr Kinsey                                      | États-Unis                          | Bill Condon                                         | Laura Linney, Chris O'Donnell, Timothy Hutton, Peter Sarsgaard                                                                                     |
| 13 avr.        | Akoibon                                        | France                              | Édouard Baer                                        | Édouard Baer, Jean Rochefort, Benoît Poelvoorde, Nader Boussandel                                                                                  |
| 13 avr.        | Mon petit doigt m'a dit                        | France                              | Pascal Thomas                                       | Catherine Frot, André Dussollier, Geneviève Bujold, Valérie Kaprisky                                                                               |
| 13 avr.        | Man to Man                                     | France                              | Régis Wargnier                                      | Joseph Fiennes, Kristin Scott Thomas, Iain Glen, Hugh Bonneville                                                                                   |
| 13 avr.        | Miss FBI : divinement armée                    | États-Unis                          | John Pasquin                                        | Sandra Bullock, Regina King |
| 20 avr.        | L'Empire des loups                             | France                              | Chris Nahon                                         | Jean Reno, Jocelyn Quivrin, Arly Jover, Laura Morante                                                                                              |
| 20 avr.        | Les Mauvais Joueurs                            | France                              | Frédéric Balekdjian                                 | Pascal Elbé, Simon Abkarian, Isaac Sharry |
| 20 avr.        | Breaking News                                  | Hong Kong                           | Johnnie To                                          | Richie Jen, Kelly Chen, Nick Cheung, Cheung Siu-fai                                                                                                |
| 27 avr.        | Anthony Zimmer                                 | France                              | Jérôme Salle                                        | Sophie Marceau, Yvan Attal, Sami Frey |
| 27 avr.        | Un fil à la patte                              | France                              | Michel Deville                                      | Emmanuelle Béart, Charles Berling, Dominique Blanc, Jacques Bonnaffé                                                                               |
| 27 avr.        | Otage                                          | États-Unis                          | Florent Siri                                        | Bruce Willis, Kevin Pollak, Ben Foster |
| 4 mai          | Kingdom of Heaven                              | États-Unis                          | Ridley Scott                                        | Orlando Bloom, Eva Green, Jeremy Irons |
| 4 mai          | Avant qu'il ne soit trop tard                  | France                              | Laurent Dussaux                                     | Émilie Dequenne, Frédéric Diefenthal, Élodie Navarre                                                                                               |
| 4 mai          | 3 extrêmes                                     | Corée du Sud · Hong Kong · Japon    | Park Chan-wook, Fruit Chan, Takashi Miike           | Atsuro Watabe, Bai Ling, Tony Leung Ka-fai |
| 4 mai          | L'Intrus                                       | France                              | Claire Denis                                        | Michel Subor, Grégoire Colin, Béatrice Dalle |
| 11 mai         | Le Crime farpait                               | /                                   | Alex de la Iglesia                                  | Guillermo Toledo, Monica Cervera, Luis Varela |
| 11 mai         | Air                                            | France · Argentine                  | Juan Solanas                                        | Carole Bouquet, Mercedes Sampietro, Ignacio Jiménez                                                                                                |
| 11 mai         | Lemming                                        | France                              | Dominik Moll                                        | Laurent Lucas, Charlotte Gainsbourg, Charlotte Rampling                                                                                            |
| 18 mai         | Star Wars : Episode III - La Revanche des Sith | États-Unis                          | George Lucas                                        | Hayden Christensen, Ewan McGregor, Natalie Portman                                                                                                 |
| 25 mai         | Le Septième Jour                               | Espagne                             | Carlos Saura                                        | Juan Diego, Victoria Abril, José Garcia |
| 1er juin       | Sin City                                       | États-Unis                          | Robert Rodriguez, Frank Miller et Quentin Tarantino | Bruce Willis, Mickey Rourke |
| 1er juin       | Travaux...                                     | France                              | Brigitte Roüan                                      | Carole Bouquet, Jean-Pierre Castaldi, Aldo Maccione                                                                                                |
| 8 juin         | The World                                      | Chine · Japon                       | Jia Zhangke                                         | Zhao Tao, Chen Taisheng, Jing Jue |
| 8 juin         | L'Interprète                                   | États-Unis · Drapeau du Royaume-Uni | Sydney Pollack                                      | Nicole Kidman, Sean Penn, Catherine Keener |
| 15 juin        | Les Poupées russes                             | France                              | Cédric Klapisch                                     | Romain Duris, Audrey Tautou, Cécile de France |
| 15 juin        | Batman Begins                                  | États-Unis                          | Christopher Nolan                                   | Christian Bale, Michael Caine, Liam Neeson, Katie Holmes, Gary Oldman, Cillian Murphy, Tom Wilkinson, Rutger Hauer, Ken Watanabe et Morgan Freeman |
| 22 juin        | Madagascar                                     | États-Unis                          | Eric Darnell et Tom McGrath                         | film d'amination |
| 22 juin        | My Summer of Love                              | Drapeau du Royaume-Uni              | Paweł Pawlikowski                                   | Nathalie Press, Emily Blunt, Paddy Considine |
| 22 juin        | Douches froides                                | France                              | Antony Cordier                                      | Johan Libéreau, Salomé Stévenin, Jean-Philippe Ecoffey                                                                                             |
| 22 juin        | Música cubana                                  | Allemagne                           | German Kral                                         | film documentaire |
| 29 juin        | L'Amour aux trousses                           | France                              | Philippe de Chauveron                               | Jean Dujardin, Pascal Elbé, Caterina Murino |

### Troisième trimestre
| Sortie à Paris | Titre                                  | Pays                   | Réalisateur        | Distribution                                              |
| -------------- | -------------------------------------- | ---------------------- | ------------------ | --------------------------------------------------------- |
| 6 juil.        | La Guerre des mondes                   | États-Unis             | Steven Spielberg   | Tom Cruise, Dakota Fanning, Justin Chatwin                |
| 6 juil.        | La Moustache                           | France                 | Emmanuel Carrère   | Vincent Lindon, Emmanuelle Devos, Mathieu Amalric         |
| 6 juil.        | La Nuit de la vérité                   | France · Burkina Faso  | Fanta Régina Nacro | Naky Sy Savane, Moussa Cissé, Georgette Pare              |
| 13 juil.       | Charlie et la Chocolaterie             | États-Unis             | Tim Burton         | Johnny Depp, Freddie Highmore, AnnaSophia Robb            |
| 13 juil.       | Emmenez-moi                            | France                 | Edmond Bensimon    | Gérard Darmon, Zinedine Soualem, Lucien Jean-Baptiste     |
| 20 juil.       | Les 4 Fantastiques                     | États-Unis             | Tim Story          | Ioan Gruffudd, Jessica Alba, Michael Chiklis              |
| 27 juil.       | Mr. et Mrs. Smith                      | États-Unis             | Doug Liman         | Brad Pitt, Angelina Jolie, Vince Vaughn                   |
| 27 juil.       | Shaun of the Dead                      | Drapeau du Royaume-Uni | Edgar Wright       | Simon Pegg, Nick Frost, Dylan Moran                       |
| 3 août         | La Coccinelle revient                  | États-Unis             | Angela Robinson    | Lindsay Lohan, Justin Long, Breckin Meyer                 |
| 3 août         | Le Transporteur 2                      | France                 | Louis Leterrier    | Jason Statham, Amber Valletta, Allessandra Gassmann       |
| 10 août        | Le Roman de Renart                     | Luxembourg             | Thierry Schiel     | Frédéric Diefenthal, Loránt Deutsch, Patrick Préjean      |
| 10 août        | Serial noceurs                         | États-Unis             | David Dobkin       | Owen Wilson, Vince Vaughn, Christopher Walken             |
| 17 août        | The Island                             | États-Unis             | Michael Bay        | Ewan McGregor, Scarlett Johansson, Djimon Hounsou         |
| 17 août        | H2G2 : Le Guide du voyageur galactique | États-Unis             | Garth Jennings     | Martin Freeman, Mos Def, Sam Rockwell                     |
| 24 août        | Peindre ou faire l'amour               | France                 | Arnaud Larrieu     | Sabine Azéma, Daniel Auteuil, Amira Casar                 |
| 24 août        | The Jacket                             | États-Unis             | John Maybury       | Adrien Brody, Keira Knightley, Kris Kristofferson         |
| 24 août        | Les Bienfaits de la colère             | États-Unis             | Mike Binder        | Joan Allen, Kevin Costner, Erika Christensen              |
| 31 août        | Dark Water                             | États-Unis             | Walter Salles      | Jennifer Connelly, John C. Reilly, Tim Roth               |
| 31 août        | Godzilla: Final Wars                   | Japon                  | Ryuhei Kitamura    | Tsutomu Kitagawa, Don Frye, Masahiro Matsuoka             |
| 31 août        | Une aventure                           | France                 | Xavier Giannoli    | Nicolas Duvauchelle, Ludivine Sagnier, Bruno Todeschini   |
| 7 sep.         | Broken Flowers                         | États-Unis             | Jim Jarmusch       | Bill Murray, Jeffrey Wright, Sharon Stone                 |
| 7 sep.         | Ma vie en l'air                        | France                 | Rémi Bezançon      | Vincent Elbaz, Marion Cotillard, Gilles Lellouche         |
| 14 sep.        | Le Parfum de la dame en noir           | France                 | Bruno Podalydès    | Bruno Podalydès, Jean-Noël Brouté, Pierre Arditi          |
| 14 sep.        | De l'ombre à la lumière                | États-Unis             | Ron Howard         | Russell Crowe, Renée Zellweger, Paul Giamatti             |
| 14 sep.        | Collision                              | États-Unis             | Paul Haggis        | Sandra Bullock, Don Cheadle, Matt Dillon                  |
| 21 sep.        | Ma sorcière bien-aimée                 | États-Unis             | Nora Ephron        | Nicole Kidman, Will Ferrell, Shirley MacLaine             |
| 21 sep.        | Entre ses mains                        | France                 | Anne Fontaine      | Isabelle Carré, Benoît Poelvoorde, Jonathan Zaccaï        |
| 21 sep.        | L'Anniversaire                         | France                 | Diane Kurys        | Lambert Wilson, Michèle Laroque, Jean-Hugues Anglade      |
| 28 sep.        | Il ne faut jurer de rien !             | France                 | Éric Civanyan      | Gérard Jugnot, Jean Dujardin, Mélanie Doutey              |
| 28 sep.        | Les Âmes grises                        | France                 | Yves Angelo        | Jean-Pierre Marielle, Jacques Villeret, Marina Hands      |
| 28 sep.        | Gabrielle                              | France                 | Patrice Chéreau    | Isabelle Huppert, Pascal Greggory, Claudia Coli           |
| 28 sep.        | Revolver                               | États-Unis             | Guy Ritchie        | Jason Statham, Ray Liotta, Vinnie Pastore                 |
| 28 sep.        | Night Watch                            | Russie                 | Timur Bekmambetov  | Constantin Khabenski, Vladimir Menshov, Valeri Zolotukhin |

### Quatrième trimestre
| Sortie à Paris | Titre                                       | Pays                                      | Réalisateur                          | Distribution                                                       |
| -------------- | ------------------------------------------- | ----------------------------------------- | ------------------------------------ | ------------------------------------------------------------------ |
| 5 oct.         | Les Frères Grimm                            | États-Unis                                | Terry Gilliam                        | Matt Damon, Heath Ledger, Monica Bellucci                          |
| 5 oct.         | Caché                                       | France                                    | Michael Haneke                       | Daniel Auteuil, Juliette Binoche, Maurice Bénichou, Annie Girardot |
| 5 oct.         | Quatre Frères                               | États-Unis                                | John Singleton                       | Mark Wahlberg, Tyrese Gibson, Andre Benjamin                       |
| 5 oct.         | Vive la vie                                 | France                                    | Yves Fajnberg                        | Didier Bourdon, Alexandra Lamy, Zinedine Soualem                   |
| 5 oct.         | The President's Last Bang                   | Corée du Sud                              | Im Sang-Soo                          | Suk-Kyu Han, Baik Yoonshik, Soon Jaeho                             |
| 12 oct.        | Wallace et Gromit Le Mystère du lapin-garou | Drapeau du Royaume-Uni                    | Nick Park et Steve Box               | film d'animation                                                   |
| 12 oct.        | Goal! Naissance d'un prodige                | Drapeau du Royaume-Uni                    | Danny Cannon                         | Kuno Becker, Alessandro Nivola, Marcel Iures                       |
| 12 oct.        | Saint-Jacques… La Mecque                    | France                                    | Coline Serreau                       | Muriel Robin, Artus de Penguern, Jean-Pierre Darroussin            |
| 12 oct.        | The Descent                                 | Drapeau du Royaume-Uni                    | Neil Marshall                        | Natalie Jackson Mendoza, Shauna Macdonald, MyAnna Buring           |
| 12 oct.        | Don't Come Knocking                         | Allemagne · États-Unis                    | Wim Wenders                          | Sam Shepard, Jessica Lange, Tim Roth                               |
| 12 oct.        | La Maison de Nina                           | France                                    | Richard Dembo                        | Agnès Jaoui, Sarah Adler, Katia Lewkowicz                          |
| 19 oct.        | Les Parrains                                | France                                    | Frédéric Forestier                   | Gérard Lanvin, Gérard Darmon, Jacques Villeret                     |
| 19 oct.        | Oliver Twist                                | Drapeau du Royaume-Uni · France           | Roman Polanski                       | Barney Clark, Ben Kingsley, Jamie Foreman                          |
| 19 oct.        | Les Noces funèbres                          | États-Unis                                | Tim Burton                           | film d'animation                                                   |
| 19 oct.        | Il était une fois dans l'oued               | France                                    | Djamel Bensalah                      | Julien Courbey, Sid Ahmed Agoumi, David Saracino                   |
| 19 oct.        | L'Enfant                                    | France · Belgique                         | Jean-Pierre Dardenne et Luc Dardenne | Jérémie Renier, Déborah François, Jérémie Segard                   |
| 19 oct.        | Nuit noire 17 octobre 1961                  | France                                    | Alain Tasma                          | Clotilde Courau, Thierry Fortineau, Jean-Michel Portal             |
| 19 oct.        | Terrain d'entente                           | États-Unis                                | Bobby Farrelly                       | Drew Barrymore, Jimmy Fallon, Jack Kehler                          |
| 26 oct.        | Combien tu m'aimes ?                        | France                                    | Bertrand Blier                       | Monica Bellucci, Bernard Campan, Gérard Depardieu                  |
| 26 oct.        | Match Point                                 | États-Unis                                | Woody Allen                          | Jonathan Rhys-Meyers, Scarlett Johansson, Emily Mortimer           |
| 26 oct.        | La Légende de Zorro                         | États-Unis                                | Martin Campbell                      | Antonio Banderas, Catherine Zeta-Jones, Rufus Sewell               |
| 26 oct.        | Red Eye : Sous haute pression               | États-Unis                                | Wes Craven                           | Rachel McAdams, Cillian Murphy, Brian Cox                          |
| 2 nov.         | La Boîte noire                              | France                                    | Richard Berry                        | José Garcia, Marion Cotillard                                      |
| 2 nov.         | Rencontres à Elizabethtown                  | États-Unis                                | Cameron Crowe                        | Orlando Bloom, Kirsten Dunst, Susan Sarandon                       |
| 2 nov.         | Edy                                         | France                                    | Stéphan Guérin-Tillié                | François Berléand, Philippe Noiret                                 |
| 2 nov.         | J'ai vu tuer Ben Barka                      | France                                    | Serge Le Péron                       | Charles Berling, Simon Abkarian, Josiane Balasko                   |
| 2 nov.         | A History of Violence                       | États-Unis                                | David Cronenberg                     | Viggo Mortensen, Maria Bello                                       |
| 2 nov.         | Ralph                                       | Canada                                    | Michael McGowan                      | Adam Butcher, Campbell Scott                                       |
| 9 nov.         | Joyeux Noël                                 | Drapeau de la France · France · Allemagne | Christian Carion                     | Diane Kruger, Guillaume Canet, Dany Boon                           |
| 9 nov.         | Manderlay                                   | États-Unis                                | Lars von Trier                       | Bryce Dallas Howard, Isaach de Bankolé                             |
| 9 nov.         | Les Chevaliers du ciel                      | France                                    | Gérard Pirès                         | Benoît Magimel, Clovis Cornillac                                   |
| 9 nov.         | Flight Plan                                 | États-Unis                                | Robert Schwentke                     | Jodie Foster, Peter Sarsgaard                                      |
| 16 nov.        | Le Petit Lieutenant                         | France                                    | Xavier Beauvois                      | Jalil Lespert, Nathalie Baye                                       |
| 23 nov.        | Palais Royal !                              | France                                    | Valérie Lemercier                    | Lambert Wilson, Valérie Lemercier                                  |
| 23 nov.        | Trois Enterrements                          | États-Unis                                | Tommy Lee Jones                      | Tommy Lee Jones                                                    |
| 30 nov.        | Harry Potter et la Coupe de feu             | Drapeau du Royaume-Uni                    | Mike Newell                          | Daniel Radcliffe, Rupert Grint, Emma Watson                        |
| 30 nov.        | L'Enfer                                     | France                                    | Danis Tanovic                        | Emmanuelle Béart, Karin Viard                                      |
| 30 nov.        | The Weather Man                             | États-Unis                                | Gore Verbinski                       | Nicolas Cage, Hope Davis                                           |
| 30 nov.        | Le Temps qui reste                          | France                                    | François Ozon                        | Melvil Poupaud, Valeria Bruni-Tedeschi                             |
| 7 déc.         | Olé !                                       | France                                    | Florence Quentin                     | Gad Elmaleh, Gérard Depardieu                                      |
| 7 déc.         | Chicken Little                              | États-Unis                                | Mark Dindal                          | film d'animation                                                   |
| 14 déc.        | Gentille                                    | France                                    | Sophie Fillières                     | Emmanuelle Devos, Lambert Wilson                                   |
| 14 déc.        | King Kong                                   | États-Unis · Nouvelle-Zélande             | Peter Jackson                        | Naomi Watts, Adrien Brody, Jack Black                              |
| 14 déc.        | Le Tigre et la Neige                        | Italie                                    | Roberto Benigni                      | Roberto Benigni, Nicoletta Braschi, Jean Reno                      |
| 21 déc.        | Mary                                        | France · Italie · États-Unis              | Abel Ferrara                         | Juliette Binoche, Forest Whitaker                                  |
| 21 déc.        | Angel-A                                     | France                                    | Luc Besson                           | Jamel Debbouze, Gilbert Melki, Rie Rasmussen                       |
| 21 déc.        | La Vérité nue                               | États-Unis                                | Atom Egoyan                          | Kevin Bacon, Colin Firth, Alison Lohman                            |
| 21 déc.        | Saw II                                      | États-Unis                                | Darren Lynn Bousman                  | Tobin Bell, Tim Burd, Emmanuelle Vaugier                           |

## Principaux décès

### Premier trimestre
- 1er janvier : Cyril Fletcher, acteur britannique, 91 ans
- 1er janvier : Robert Fortier, acteur américain, 78 ans
- 2 janvier : Paul Manning, scénariste américain des séries Urgences et La Loi de Los Angeles, 45 ans
- 2 janvier : Barbara Pilavin, actrice américaine, 81 ans
- 5 janvier : René Le Hénaff, monteur et réalisateur français, 102 ans
- 11 janvier : Thelma White, actrice américaine, 94 ans
- 12 janvier : Amrish Puri, acteur indien, 72 ans
- 15 janvier : Ruth Warrick, actrice américaine, 89 ans
- 16 janvier : Roger Ibanez, acteur français, 73 ans
- 17 janvier : Virginia Mayo, actrice américaine, 84 ans
- 22 janvier : Parvin Babi, actrice indienne, 49 ans
- 23 janvier : Mutsuko Sakura (桜むつ子), actrice japonaise, 83 ans
- 28 janvier : Jacques Villeret, acteur français, 53 ans
- 1er février : John Vernon, acteur canadien, 72 ans
- 1er février : Enrique Canto e Castro, acteur portugais, 75 ans
- 2 février : Goffredo Lombardo, producteur de films italien, 83 ans
- 8 février : Henri Poirier, acteur français, 72 ans
- 10 février : Humbert Balsan, producteur de films français, 50 ans
- 10 février : Arthur Miller, scénariste américain, 89 ans
- 11 février : Stan Richards, acteur britannique, 74 ans
- 16 février : Gerry Wolff, acteur allemand, 84 ans
- 19 février : Kihachi Okamoto (岡本喜八), réalisateur japonais, 81 ans
- 23 février : Simone Simon, actrice française, 94 ans
- 28 février : Pierre Trabaud, acteur français, 82 ans
- 6 mars : Theresa White, actrice américaine, 86 ans
- 7 mars : Debra Hill, scénariste américaine, 54 ans
- 9 mars : Sheila Gish, actrice britannique, 63 ans
- 10 mars : Dave Allen, acteur irlandais, 68 ans
- 10 mars : Mathias Ledoux, réalisateur français, 51 ans
- 16 mars : Anthony George, acteur américain, 84 ans
- 21 mars : Barney Martin, acteur américain, 82 ans
- 22 mars : Gemini Ganesan, acteur indien, 84 ans
- 28 mars : Emmy Lopes Dias, actrice néerlandaise, 85 ans

### Deuxième trimestre
- 3 avril : Blanchette Brunoy, actrice française, 86 ans
- 5 avril : Jacques Poitrenaud, réalisateur français, 82 ans
- 8 avril : Yoshitaro Nomura, réalisateur japonais, 85 ans
- 13 avril : Philippe Volter, acteur belge, 46 ans
- 19 avril : George Cosmatos, réalisateur canadien, 64 ans
- 23 avril : Sir John Mills, acteur britannique, 97 ans
- 26 avril : Maria Schell, actrice austro-suisse, 79 ans
- 2 mai : Renée Faure, actrice française, 86 ans
- 5 mai : June MacCloy, actrice américaine, 95 ans
- 6 mai : Joe Grant, scénariste américain, 96 ans
- 17 mai : Frank Gorshin, acteur américain, 71 ans
- 25 mai : Ismail Merchant, producteur de cinéma indien, 68 ans
- 26 mai : Eddie Albert, acteur américain, 99 ans
- 28 mai : Jean Négroni, comédien et metteur en scène français, 84 ans
- 2 juin : Mike Marshall, acteur franco-américain, 60 ans
- 5 juin : Laurence Harlé, scénariste française, 56 ans
- 6 juin :
  - Anne Bancroft, actrice américaine, 73 ans
  - Dana Elcar, acteur américain, 77 ans
- 29 juin : Tony D'Amario, acteur français, 44 ans

### Troisième trimestre
- 3 juillet : Alberto Lattuada, metteur en scène italien, 90 ans
- 5 juillet : Ernest Lehman, scénariste américain, 89 ans
- 7 juillet : Henri Betti, compositeur français de musique de films, 87 ans
- 8 juillet : Maurice Baquet, acteur et violoncelliste français, 94 ans
- 20 juillet : James Doohan, acteur canadien, 85 ans
- 22 juillet : George D. Wallace, acteur américain, 88 ans
- 25 juillet : David Jackson, acteur américain, 71 ans
- 26 juillet : Ford Rainey, acteur américain, 96 ans
- 27 juillet : Danny Simon, cinéaste et directeur de théâtre américain, 83 ans
- 29 juillet : Pat McCormick, acteur et humoriste américain, 78 ans
- 8 août : Paul Le Person, acteur français, 74 ans
- 11 août : Barbara Bel Geddes, actrice américaine, 82 ans
- 16 août : Joe Ranft, scénariste américain, 45 ans
- 18 août : Elza Radziņa, actrice lettonne, 87 ans
- 22 août : Henri Génès, acteur français, 86 ans
- 28 août : Jacques Dufilho, acteur français, 91 ans
- 9 septembre : André Pousse, acteur français, 85 ans
- 14 septembre : Robert Wise, cinéaste américain, réalisateur de West Side Story, 91 ans
- 15 septembre : Guy Green, cinéaste britannique, 91 ans
- 16 septembre : Constance Moore, actrice américaine, 84 ans
- 25 septembre : Don Adams, acteur américain, 82 ans

### Quatrième trimestre
- 7 octobre : Charles Rocket, acteur américain, 56 ans
- 9 octobre : Louis Nye, acteur américain, 92 ans
- 15 octobre : Mildred Shay, actrice américaine, 94 ans
- 19 octobre : Wolf Rilla, réalisateur britannique d'origine allemande.
- 23 octobre : William Hootkins, acteur américain, 58 ans
- 24 octobre : Françoise Vatel, actrice française, 67 ans
- 26 octobre : Jany Holt, actrice française, 96 ans
- 3 novembre : Kent Andersson, acteur suédois, 72 ans
- 9 novembre : Avril Angers, humoriste et actrice britannique, 87 ans
- 11 novembre :
  - Keith Andes, acteur américain, 85 ans
  - Moustapha Akkad, réalisateur et producteur américain, d'origine syrienne, 75 ans
- 12 novembre : Rik Van Nutter, acteur américain, 75 ans
- 15 novembre : Agenore Incrocci, scénariste italien, 91 ans
- 18 novembre : Harold J. Stone, acteur américain, 92 ans
- 20 novembre : Hans-Peter Reinecke, acteur allemand, 64 ans
- 23 novembre : Isabel de Castro, actrice portugaise, 74 ans
- 23 novembre : Constance Cummings, actrice américaine, 95 ans
- 24 novembre : Pat Morita, acteur américain, 73 ans
- 10 décembre : Richard Pryor, acteur américain, 65 ans
- 16 décembre : John Spencer, acteur américain, 58 ans